# Yūya Yagira
Yūya Yagira (柳楽 優弥 Yagira Yūya?,  Tokio, Japón, 26 de marzo de 1990) es un actor japonés, afiliado a Stardust Promotion. Yagira es principalmente conocido por su papel de Akira Fukushima en la muy aclamada película Dare mo Shiranai, interpretación que le valió el premio a mejor actor en el Festival de Cannes de 2004. Yagira, de entonces catorce años, se convirtió en el actor más joven en ganar la categoría de «Mejor actor» en toda la historia de Cannes. También fue el primer —y hasta el momento el único— actor japonés en ganar esta categoría.
Recientemente ha ganado renombre al interpretar a Toshirō Hijikata en la película de acción en vivo de Gintama (2017).

## Carrera
Yagira nació el 26 de marzo de 1990 en Tokio, Japón. En 2002, a la edad de doce años y, sin ser un actor profesional, fue elegido para el papel protagónico de Akira en la película Dare mo Shiranai, que se estrenaría dos años más tarde. Por este papel, Yagira ganó el premio a mejor actor en el Festival de Cannes de 2004. Fue el primer actor japonés en ganar esta categoría en Cannes. En el 78th Kinema Junpo Ten Best Awards, Yagira ganó el premio a "Mejor actor nuevo".
Luego pasaría a actuar en series de televisión y otras películas. En 2010, Yagira coprotagonizó con Eriko Sato la película All to the Sea de Akane Yamada, mientras que en 2013 coprotagonizó junto con Kie Kitano la película Under the Nagasaki Sky de Taro Hyugaji.

## Vida personal
Yagira fue hospitalizado el 29 de agosto de 2008 por una sobredosis de medicamentos, que rápidamente se atribuyó a un intento de suicidio. Sin embargo, Yagira negó haber tratado de suicidarse, señalando que solo llamó a una ambulancia después de haber tomado píldoras tranquilizantes y comenzar a sentirse enfermo. De acuerdo con lo escrito en su blog:

"El incidente sucedió luego de una discusión con mi familia. En un ataque de ira ingerí una dosis mayor de la habitual de mis tranquilizantes bajo prescrición. Como resultado, me sentí enfermo y pedí que llamaran a una ambulancia".
Yūya Yagira, septiembre de 2008.

El 1 de diciembre de 2009, Yagira anunció que se casaría con su novia de cuatro años, la actriz de televisión Ellie Toyota. Yagira y Toyota se conocieron en la escuela secundaria e incluso firmaron con la misma agencia de talentos, Stardust Promotion. La pareja contrajo matrimonio el 15 de enero de 2010 en el santuario Meiji de Tokio, luego de haberse casado por civil el 14 de enero. El 14 de octubre de 2010, la pareja anunció el nacimiento de su primera hija.

## Filmografía

### Películas
- Dare mo Shiranai (2004)
- Shining Boy and Little Randy (2005)
- Sugar and Spice (2006)
- Hōtai Club
- The Shock Labyrinth (2009)
- All to the Sea (2010)
- Under the Nagasaki Sky (2013)
- Unforgiven (2013)
- Crows Explode (2014)
- Destruction Babies (2016)
- Hentai Kamen: Abnormal Crisis (2016)
- Pink and Gray (2016)
- Gintama (2017) como Toshiro Hijikata
- Chiri Tsubaki (2018)
- Asakusa Kid (2021)

### Televisión
- Kunimitsu no Matsuri (KTV, 2003), Shinsaku Sakagami
- Denchi ga Kireru Made (TV Asahi, 2004), Daichi Takano
- Tokyo23: Survival City (WOWOW, 2010), Noboru Arai
- Lady: Saigo no Hanzai Profile, Episode 4, 5 (TBS, 2011), Satoshi Tatsumi
- Galileo XX (Fuji TV, 2013), Kento Tōma
- Aoi Honō (TV Tokyo, 2014), Moyuru Honoo
- Nobunaga Concerto, Episode 1 (Fuji TV, 2014), Oda Nobuyuki
- Masshiro (TBS, 2015), Kōtarō Nakano
- Mare (NHK, 2015), Daisuke Ikehata
- Onna jōshu Naotora (NHK, 2017), Ryūun-maru
- Frankenstein's Love (NTV, 2017), Seiya Inaniwa

## Premios y distinciones
Festival Internacional de Cine de Cannes
| Año  | Categoría   | Película   | Resultado |
| ---- | ----------- | ---------- | --------- |
| 2004 | Mejor actor | Nadie sabe | Ganador   |